# Вильянуэва (Гондурас)
Вильянуэва — город и муниципалитет департамента Кортес, Гондурас. 
Находится примерно в 30 километрах от к югу от столицы департамента - Сан-Педро-Сулы. Через город и прилегающие населённые пункты проходит шоссе Сан-Педро-Сула - Тегусигальпа.

## История
Вильянуэва была основана небольшой группой переселенцев из Санта-Барбары на месте деревни Льяно Вьехо для создания плантаций сахарного тростника и бананов.
28 августа 1871 года поселение было преобразована в муниципалитет, а в марте 1945 года объявлено городом.
В 1980-х годах город подвергся индустриализации и привлек много людей благодаря возможностям трудоустройства, которые появились с открытием фабрик в окрестностях муниципалитета.

## Экономика
На территории муниципалитета расположено множество производственных предприятий и сельскохозяйственных угодий. Большая часть населения занята на текстильных и пластмассовых фабриках. Основной сельскохозяйственной культурой муниципалитета является сахарный тростник. Из-за его переработки местность, как правило, покрывается толстым слоем так называемого "черного снега" ("el nieve negra“), пыли от продуктов горения тростника.
Основной проблемой города является бедность, вызванная безработицей. Наблюдаются частые перебои с подачей электричества и питьевой воды.

## Демография
Население города составляет 83,670 человек (по подсчётам 2023 года). В городской агломерации проживает 166,510 человек.
Подавляющее большинство населения - латиноамериканцы, также на территории муниципалитета находятся районы компактного проживания гарифуна.